# Højby (Odsherred Kommune)
Højby liegt im dänischen Nordwestseeland und ist eine Kleinstadt mit 1409 Einwohnern (Stand 1. Januar 2023). Der Ort liegt circa 6 Kilometer westlich von Nykøbing Sjælland und befindet sich in der Odsherred Kommune, die zur Region Sjælland gehört. Der Ort ist Hauptort des gleichnamigen Kirchspiels Højby Sogn.
Der Name „Højby“ rührt von der Lage des Ortes zwischen mehreren Hügeln her. In der Kirche von Højby, Højby Kirke, sind einige sehr alte Kalkmalereien zu finden. Des Weiteren wurde der Sonnenwagen von Trundholm im gleichnamigen Moor in der Nachbargemeinde Nørre Asmindrup gefunden.
Højby wird als eine mögliche Nachfolgesiedlung des sagenumwobenen Høgekøbing genannt.
Der Runddysse von Højby liegt am Stenstrupvej nordwestlich von Højby.

## Persönlichkeiten
- Peter Villemoes Andersen (1884–1956), Turner